# Constructor d'objecte
En programació informàtica, construir un objecte es dut a terme per una funció especialitzada anomenada Constructor que s'encarrega d'omplir típicament a l'inici de l'execució tots els camps necessaris perquè l'objecte sigui funcional. Si, per exemple, un objecte del nostre codi representés un ésser humà: al principi s'ompliria el nom amb un string buit, l'edat amb un zero i la nacionalitat amb qualsevol país vàlid agafat d'una variable de tipus enumeració o amb un string buit. Depenent del criteri del programador i dels requeriments del projecte es poden crear constructors mes o menys restrictius.